# Palermo Fútbol Club
El Palermo Fútbol Club es un club de fútbol uruguayo, fundado en 1945, en la ciudad de Rocha. Juega en la Liga Rochense de Fútbol, a la cual se afilió en 1953.

## Historia[2]
Hay dos teorías relativas al origen del nombre:
La primera marca que, como era usual, surgió la posibilidad de nombrar al equipo como alguno de los cuadros más importantes del fútbol montevideano. Sin embargo se descartó la idea ya que era muy usual que se utilizaran los mismos. Entonces recordaron que, hacía pocos meses, se había coronado campeón del Torneo Competencia un club menor, el Central Football Club (actualmente llamado Central Español Fútbol Club) y que, como Central era oriundo del Barrio Palermo y su cancha se llamaba Parque Palermo, se le pondría dicho nombre.
Palermo se afilió a la Liga Rochense de Fútbol en 1953, año en que pasó a ser presidido por Don Manuel "Lelo" Mato,  quien donó el terreno en donde se construiría la cancha del Club.
Su primer título fue el Campeonato de la Liga Rochense de Fútbol en el año 1968. A partir de ahí, han campeonado en todas las décadas, convirtiéndose en uno de los equipos más importantes del Departamento de Rocha y la región toda.

## Camiseta
Don Manuel Mato, presidente a partir del año 1954, estaba vinculado al Central Football Club, y envió a Juan Ángel Féola a visitar a sus directivos para informarles de la existencia del club rochense que llevaba el nombre de su estadio para solicitarles una colaboración en forma de equipos deportivos. Los directivos le comunicaron que la situación económica no era buena, lo cual les impedía poder realizar ese tipo de donación, pero en cambio le entregaron una bandera de Central, a la cual debía solamente cambiarle la letra "C" por la "P" para que aparecieran las iniciales del club. A partir de ese día, se adoptó esa bandera y se decidió utilizar la misma camiseta que Central, roja con finos bastones verticales blancos y vivos azules, short y medias también azules.

## Palmarés
- Copa Nacional de Clubes (2): 1987 y 1989.
- Liga Rochense de Fútbol[3] (19): 1968, 1973, 1974, 1986, 1989, 1994, 1999, 2003, 2004, 2005, 2006, 2007, 2009, 2010, 2012, 2013, 2015, 2016, 2019.
- Copa Ciudad de Rocha[3] (7): 2006, 2007, 2009, 2012, 2013, 2014, 2017.
- Campeonato Departamental de Rocha[4] (6): 1974, 1975, 1986, 1987, 1988, 1989.
- Torneo de Ascenso[3] (1): 1962.